# Fritz Reichl
Fritz Reichl (* 2. Februar 1890 in Baden; † 1. Januar 1959 in Los Angeles) war ein österreichischer Architekt.

## Leben
Fritz Reichl war jüdischer Abstammung. Er besuchte zunächst Kurse an der Wiener Kunstgewerbeschule bei Bertold Löffler und Michael Powolny, studierte dann aber auf Wunsch seines Vaters von 1908 bis 1914 an der Technischen Hochschule bei Karl König, Max von Ferstel, K. F. Krauss und Leopold Simony Architektur. Nach Praktika bei verschiedenen Architekturbüros war Reichl als Bauingenieur in der Armee eingerückt. Erst 1925 konnte er ein eigenes Büro eröffnen. Nach dem Anschluss Österreichs an das Deutsche Reich ermöglichte ihm Clemens Holzmeister dessen Büro in der Türkei zu übernehmen, wo er die Kriegsjahre in Istanbul und Ankara verbrachte. 1946 emigrierte Reichl in die USA, wo sein Sohn lebte, und eröffnete zunächst ein Büro gemeinsam mit Emanuel Neubrunn. Dann übersiedelte er nach Los Angeles und arbeitete im Büro von Richard Neutra. 1953 gründete er dort schließlich zusammen mit Max Starkmann die Firma Reichl & Starkman, die dieser nach Reichls Tod 1959 alleine weiterführte.

## Bedeutung
Reichl war ein von der Moderne und seinen Kontakten zu Clemens Holzmeister und Richard Neutra geprägter Architekt. Er schuf vornehmlich funktional-sachliche Bauten.

## Werke
- Beamtenwohnhäuser, Eisenstadt (1926–1927), zusammen mit Alexius Wolf (1898–1951)
- Kinderheim am Strand von Miramare, Rimini (1929)
- Volkswohnhaus der Gemeinde Wien, Puchsbaumplatz 14, Wien 10 (1929)
- Umbau Haus Hilde und Auguste Hériot, Rustenschacherallee 30, Wien 2 (um 1930, zerstört 1962)[1]
- Innenraumgestaltung der Wohnung Familie Seidler, Peter-Jordan-Straße 68, Wien 19 (um 1930)
- Haus J. N. Kral, Prachatitz (1931–1932)
- Innenraumgestalt einer Wohnung im Palais Salm, Wien 3 (1936)
- Apartmenthaus Leonhard Martin, Beverly Hills (1949)
- Wohnhaus Erich Reichl, Pittsburgh (1955)

## Galerie

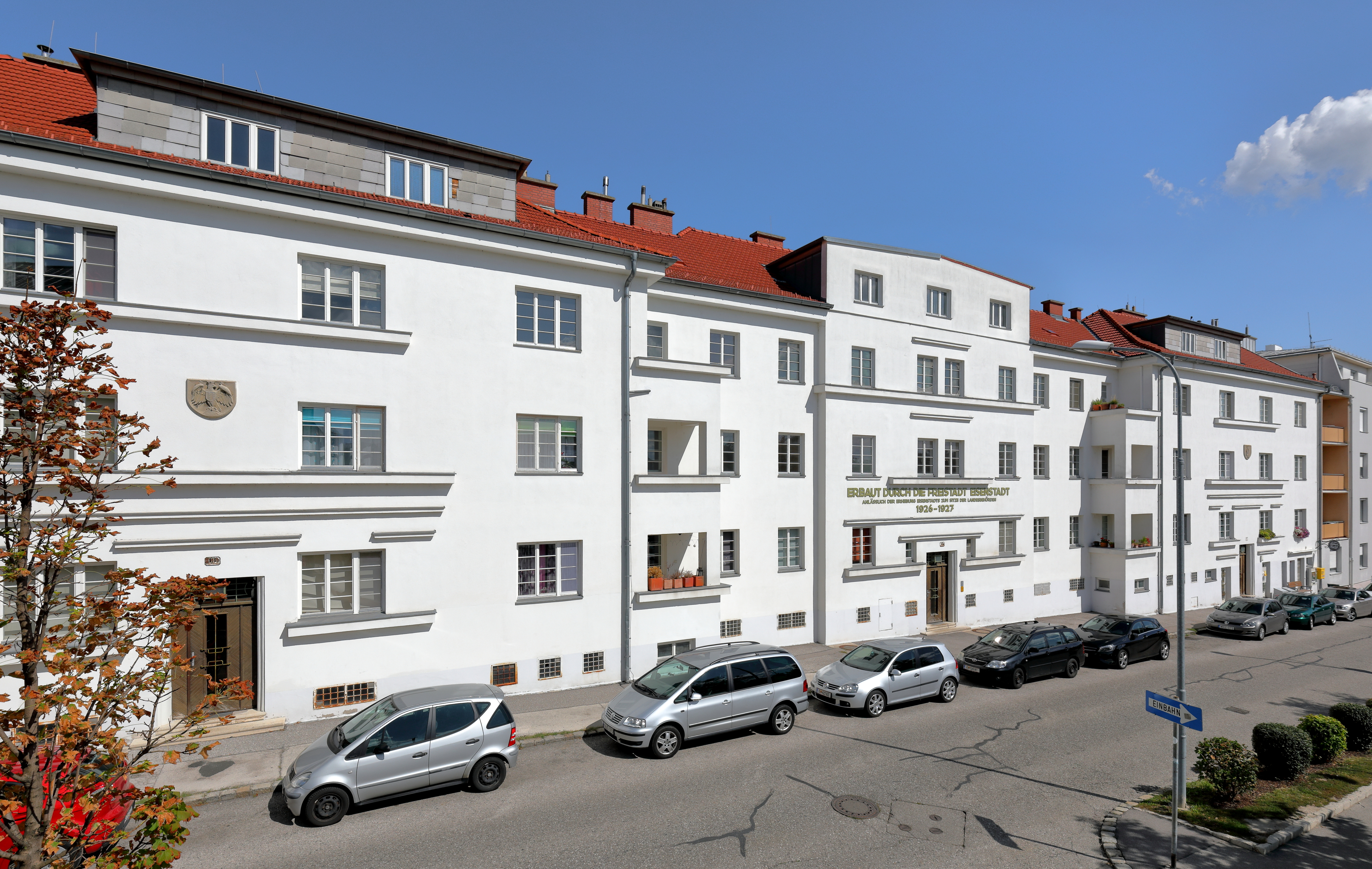
Beamtenwohnhäuser, Eisenstadt (1926–1927)
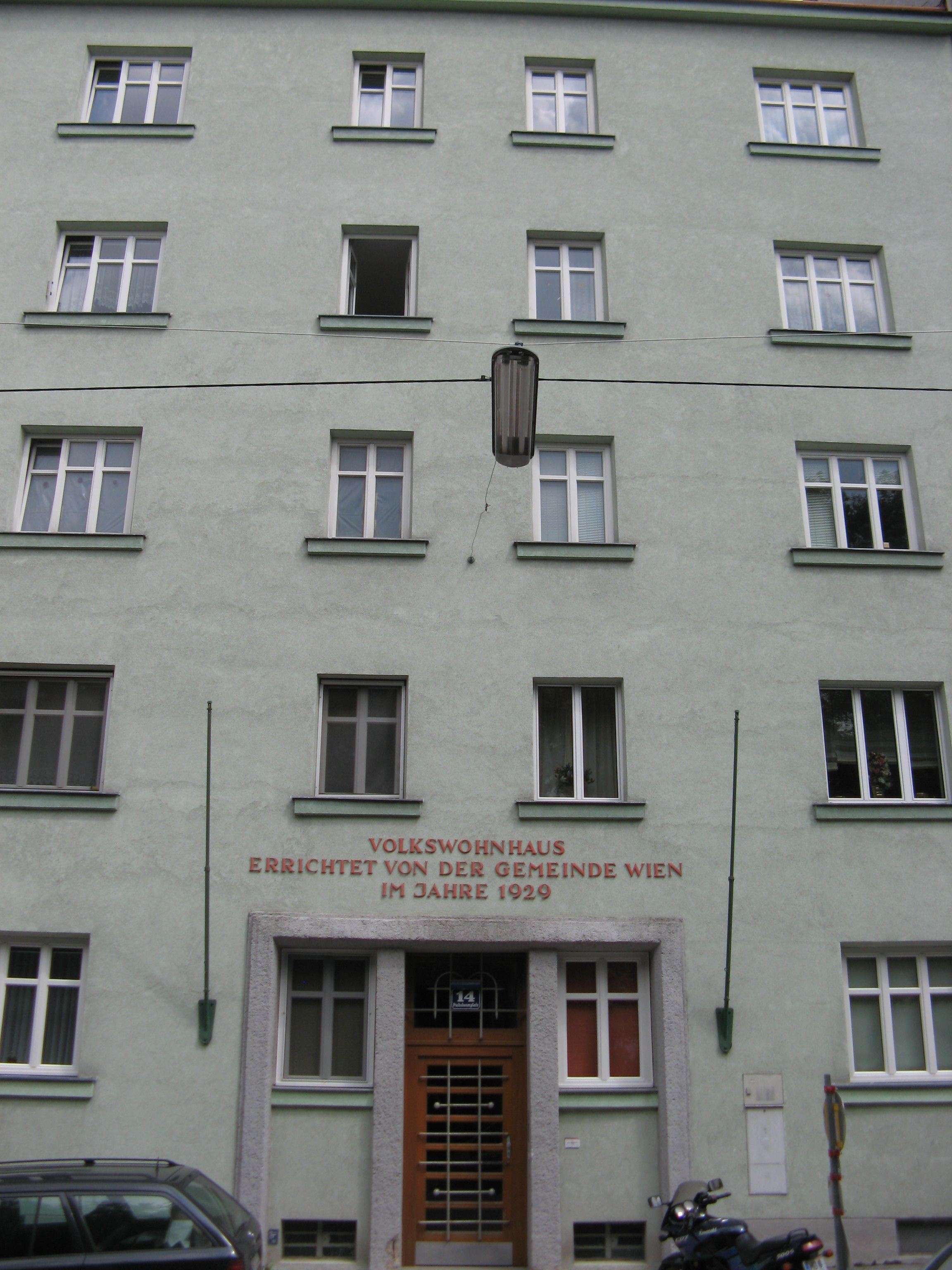
Volkswohnhaus der Gemeinde Wien, Puchsbaumplatz 14, Wien 10 (1929)
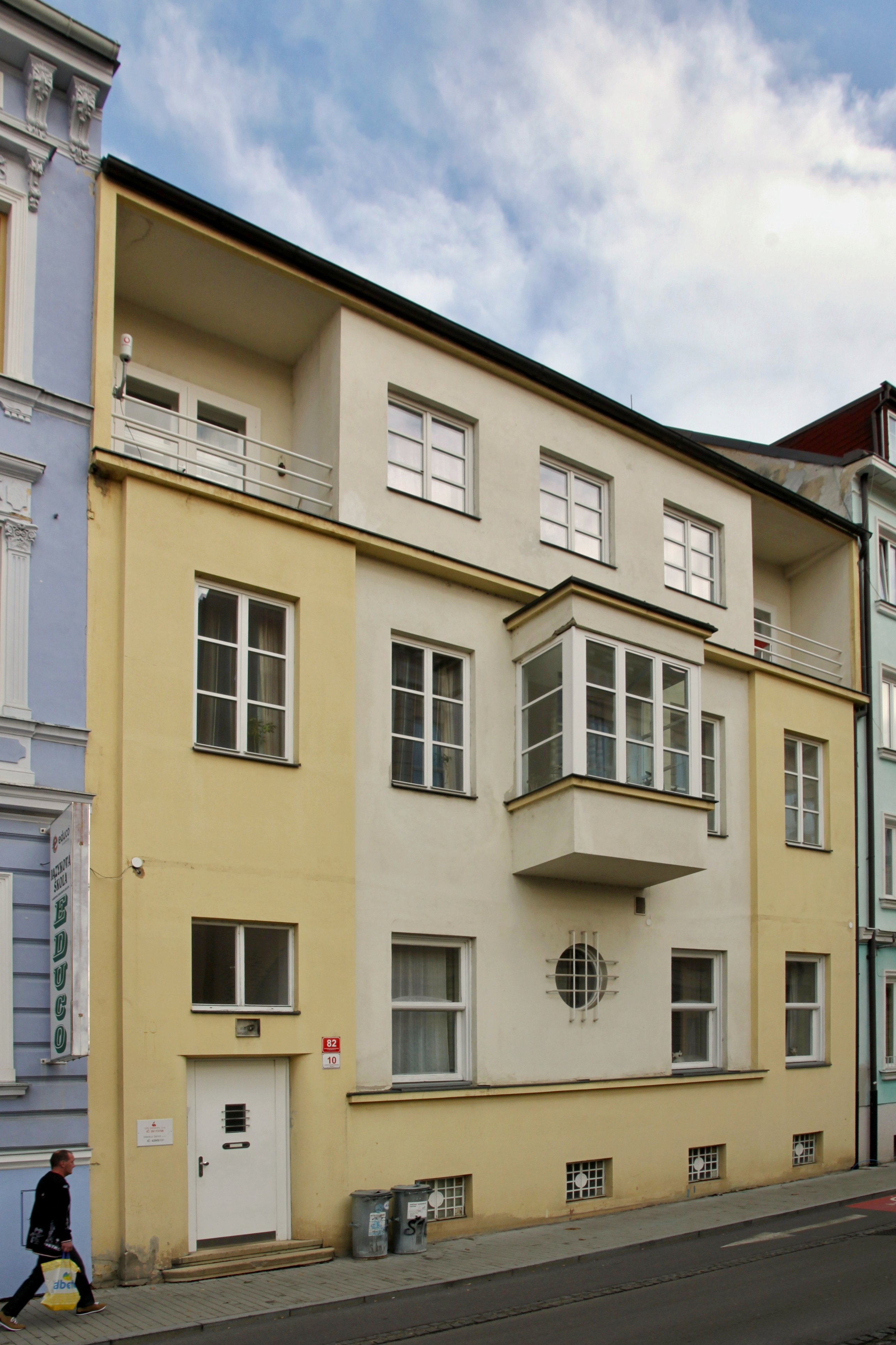
Wohnhaus Hesky, Stitneho 10, České Budějovice (Umbau, 1931)
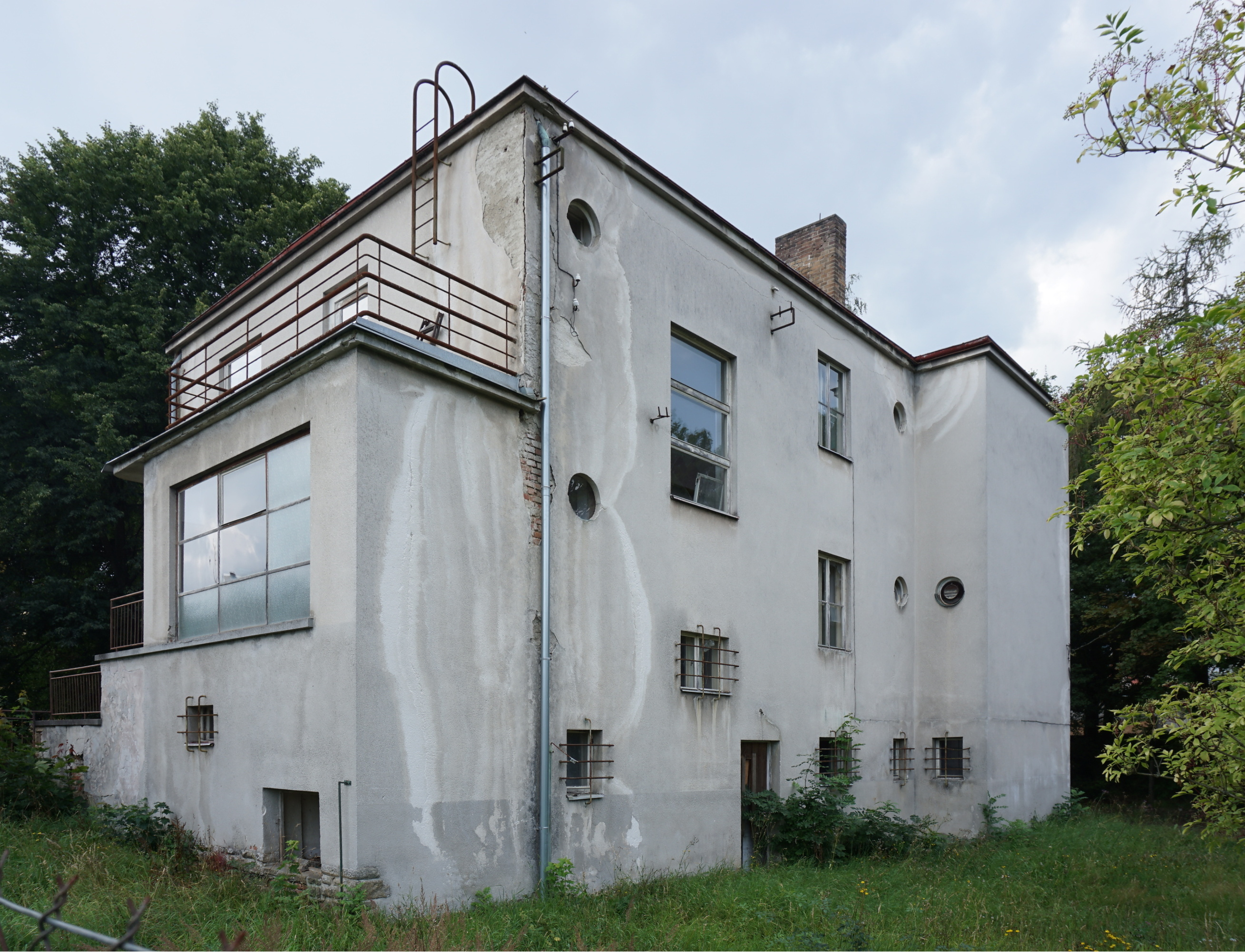
Haus J. N. Kral, Prachatitz (1931–1932)